# Sabatieria cettensis
Sabatieria cettensis är en rundmaskart som beskrevs av Rouville 1903. Sabatieria cettensis ingår i släktet Sabatieria och familjen Comesomatidae. Inga underarter finns listade i Catalogue of Life.